# Хелена Хънтинг
Хелена Хънтинг (на английски: Helena Hunting) е плодовита канадска писателка на произведения в жанра съвременен, паранормален, хумористичен и еротичен любовен роман и чиклит.

## Биография и творчество
Хелена Хънтинг е родена в Канада. Следва английска филология в университета в Гуелф.
Първият ѝ роман „Мастилена броня“ от поредицата „Подрязани крила“ е издаден през 2014 г. Историята представя горещата връзка между привлекателната Тенли и татуиста Хейдън, започнала от желанието ѝ за сложна рисунка на гърба ѝ, докато миналото и на двамата не излезе наяве. Романите ѝ стават бестселър и я правят известна.
През 2021 г. е издаден романът ѝ „Любов край съседната врата“. Дилиън Стич се завръща в родния си град Пърл Лейк, защото семейството ѝ има проблеми и тя се включва в семейния бизнес. В замрялата социална среда тя започва връзка със съседа си Ван Файърстоун.
Хелена Хънтинг живее със семейството си в Джорджтаун в покрайнините на Торонто.

## Произведения

### Самостоятелни романи
- The Librarian Principle (2014)[1][2][3][4]
- The Good Luck Charm (2018)
- Meet Cute (2019)
- Just the Tip (2020) – с Л. Дж. Шен
- Kiss My Cupcake (2020)
- A Love Catastrophe (2023)
- My Boyfriend is a Vampire (2023) – с Ева Найт
- If You Hate Me (2024)

### Поредица „Подрязани крила“ (Clipped Wings)
1. Clipped Wings (2014)[1][2][3]
2. Inked Armor (2014)
3. Fractures in Ink (2016)

към поредицата има още 3 новели

### Поредица „Шайба“ (Pucked)
1. Pucked (2015)[1][2][3]
2. Pucked Up (2015)
3. Pucked Over (2016)
4. Forever Pucked (2016)
5. Pucked Under (2016)
6. Pucked Off (2017)
7. Pucked Love (2018)
8. Pucks & Penalties (2020)

### Поредица „Шокирани“ (Shacking Up)
1. Shacking Up (2017)[1][2]
2. Getting Down (2018)
3. Hooking Up (2017)
4. I Flipping Love You (2018)
5. Making Up (2019)
6. Handle With Care (2019)

### Поредица „Ол ин“ (All In)
1. A Lie for a Lie (2019)[1][2]
2. A Favor for a Favor (2020)
3. A Secret for a Secret (2020)
4. A Kiss for a Kiss (2021)

### Поредица „Край езерото“ (Lakeside)
1. Love Next Door (2021)[1][2]
Любов край съседната врата, изд.: „Егмонт България“, София (2022), прев. Александра Банкова
2. Love on the Lake (2022)

### Поредица „Спарк хаус“ (Spark House)
1. When Sparks Fly (2021)[1][2]
2. Starry-Eyed Love (2022)
3. Make a Wish (2023)

### Поредица „Лъжи, сърца и истини“ (Lies, Hearts and Truths)
1. Little Lies (2020)[1]
2. Bitter Sweet Heart (2022)
3. Shattered Truths (2023)

### Новели и разкази
- Before You Ghost (2020) – с Дебра Анастейжа[1]
- Dude in Distress (2021)